# Aridã
Aridã (em iorubá: àrìdan) é uma arvore de origem africana, cultivada no Brasil e que produz frutos com o mesmo nome. Seu nome científico é tetrepleura ou tetraptera (Schum & Thour).
Fava de aridan como é chamado pelo povo de santo é um fruto sagrado "eué orixá" que entra na maioria dos rituais do candomblé, principalmente nos ritos de odu ejé, sasanha, abô e assentamento de orixá como Exu, Ogum, Obaluaiê, Oxum, Xangô e outros a depender do oro axé.
No sentido de proteger o terreiros e os filhos de santo contra as mazelas e feitiços, são colocadas favas de aridã em quase todos os ibás orixás e na preparação de pós, chamados de efum ou atim e soprado pela iamorô ou ialorixá em todo compartimento do Ilê Axé.
Segundo verger este mesmo vegetal tem o mesmo nome na África e um vasto uso nos rituais, principalmente em trabalhos benéficos
para combates de bruxarias praticadas pelas feiticeiras africanas (iami), principalmente para livrar pessoas que estão sobre efeito malévolo dessas entidades "trabalho para enlouquecer alguém", ou mesmo na iniciação para tornar-se iamim.